# The Old Oak's Secret
The Old Oak's Secret è un cortometraggio muto del 1914 diretto da Robert Thornby.

## Produzione
Il film fu prodotto dalla Vitagraph Company of America.

## Distribuzione
Distribuito dalla General Film Company, il film - un cortometraggio in una bobina - uscì nelle sale cinematografiche statunitensi il 26 febbraio 1914.